# Grude
Grude – miejscowość w Bośni i Hercegowinie, w Federacji Bośni i Hercegowiny, w kantonie zachodniohercegowińskim, siedziba gminy Grude. W 2013 roku liczyła 4347 mieszkańców, z czego większość stanowili Chorwaci.

## Miasta partnerskie
- Slunj
- Baldissero Torinese